# Blow (canción)
"Blow" es una canción de la cantante y compositora estadouniense Kesha de su primera obra extendida (EP), Cannibal (2010). La canción fue lanzada el 8 de febrero de 2011. Fue escrito por Kesha, junto con Klas Åhlund, Lukasz Gottwald, Allan Grigg, Benjamin Levin y Max Martin, con producción realizada por el Dr. Luke, Max Martin, Benny Blanco y Kool Kojak. Según Kesha, la letra de la canción es representativa de sí misma y de sus fanáticos. "Blow" es predominantemente una canción electro y dance-pop y se describe como un himno de fiesta, ya que retrata un mensaje simple de tener el deseo de pasar un buen rato en un club. 
Recepción crítica de "Blow" ha sido en general positiva, con la mayoría de los críticos elogiando de la canción gancho himno ambiente, apertura, y el partido, aunque algunos encontraron el coro y aburrida ordinaria. El trabajo vocal de Kesha a lo largo de la canción se encontró con una reacción mixta: algunos críticos sintieron que era descarada y descarada, mientras que otros críticos consideraron que su personalidad faltaba en la canción. Comercialmente, "Blow" alcanzó el top ten en el Billboard Hot 100 en los Estados Unidos y Australia, convirtiéndose en su sexto éxito consecutivo en el top ten en ambos países como solista. La canción también alcanzó el top ten en Nueva Zelanda, y el top 20 en Canadian Hot 100 en Canadá. 
El video musical que acompaña a la canción fue dirigido por Chris Marrs Piliero y fue lanzado el 25 de febrero de 2011. El video coprotagoniza al actor James Van Der Beek, quien interpreta a la némesis de Kesha. A Piliero y Kesha se les ocurrió el concepto del video y pretende ser simplista, un video que sea genial y aleatorio. La recepción del video por parte de los críticos fue positiva, destacando el humor de la escena del diálogo a mitad del video.

## Escritura y composición
"Blow" fue escrita por Kesha junto a Klas Åhlund, Lukasz Gottwald, Alan Grigg, Benjamin Levin y Max Martin. Se suponía que era una canción para Britney Spears, pero su equipo rechazó. La producción de la canción fue completada por el Dr. Luke, Max Martin, Benny Blanco y Kool Kojak. Según Kesha, la frase "Estamos asumiendo el control" es representativa de sí misma y de sus admiradores, y explicó durante una entrevista con la revista Beatweek: "Me encanta que diga 'nos estamos haciendo cargo' porque mis admiradores y yo Han comenzado un culto. Somos inadaptados de la sociedad, pero nos hemos unido y estamos comenzando una revolución. Nos estamos haciendo cargo. Así que acostúmbrate".
"Blow" es una canción electro y dance-pop que usa un ritmo infundido de sintetizador como respaldo. La canción comienza con risas seguidas de una orden de bailar. Cuando comienza el coro de la canción, la voz de Kesha cambia a un "tartamudeo" sintonizado automáticamente mientras repite "Este lugar a punto de estallar" cuatro veces con un electro beat. Durante el puente de la canción, las voces de Kesha cambian su ritmo a un estilo de canto de rap mientras le dice a sus oyentes "enloquece, enloquece / arroja algo de brillo / haz que llueva sobre ellos / déjame verlos Hanes". Kesha usa voces en capas que se mejoran en algunas partes con el uso de Auto-Tune . Líricamente, "Blow" retrata un mensaje simple, descrito como un himno de fiesta, la canción habla de tener un deseo de pasar un buen rato en el club.  Según Robert Cospey de Digital Spy, la canción es de carácter similar a la canción de Benny Benassi, "Satisfaction" (2002).
La canción se realiza en la clave de B menor con un tempo de 120 latidos por minuto.

## Recepción

### Respuesta crítica

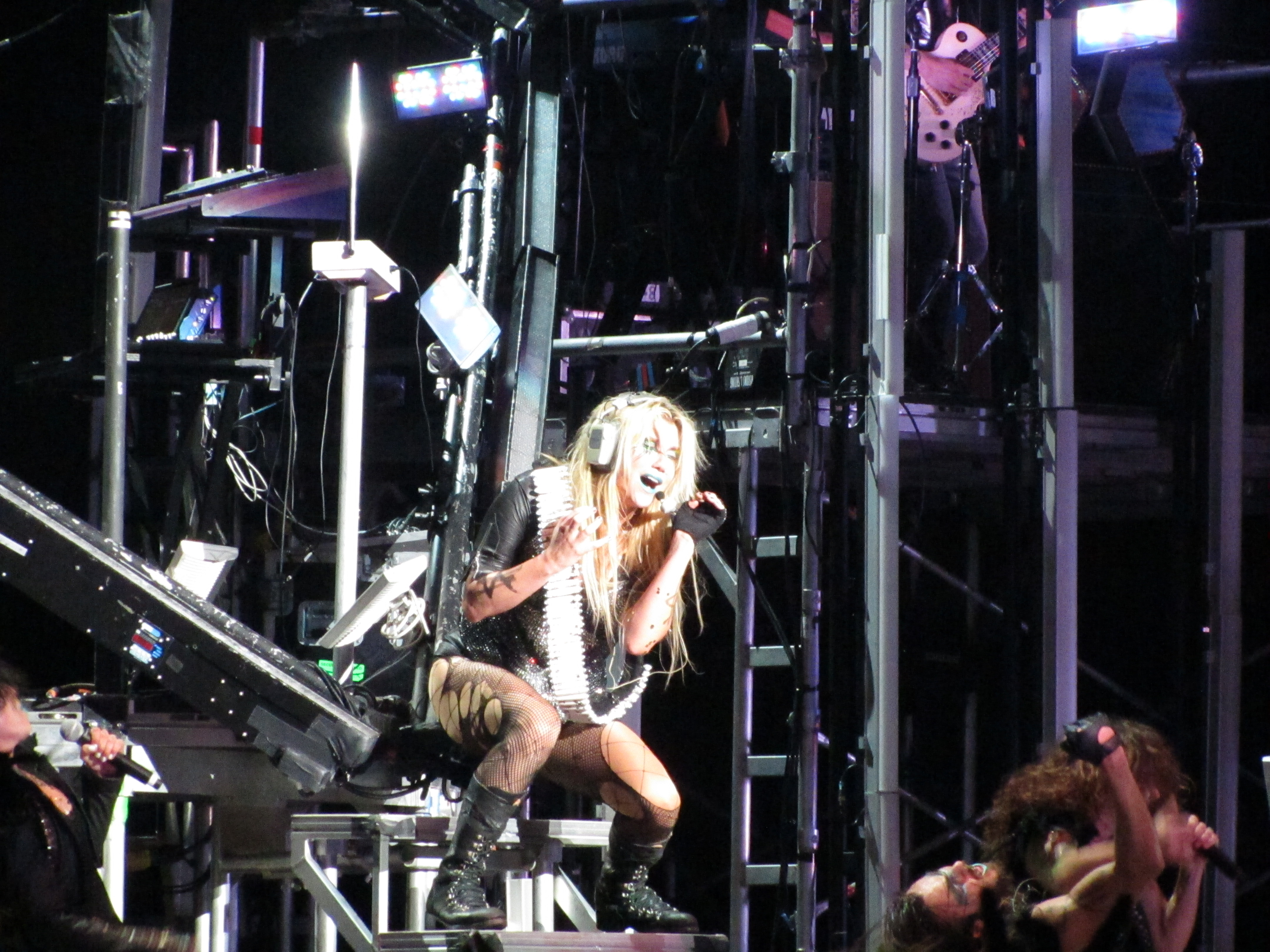
Kesha Actuando "Golpe" en el Conseguir Sleazy Visita

Mientras revisaba Cannibal, Sal Cinquemani de Slant Magazine escribió positivamente que "Blow" era una "pista de club tartamuda" innegable. Daniel Brockman de The Phoenix escribió que la canción era un "club banger" y que Kesha retrató una actitud irritante y cultural irritante a lo largo de la canción haciendo referencia a la frase: "Nos estamos haciendo cargo - ¡acostúmbrate!" Brockman comentó que la canción "envía un escalofrío por tu columna vertebral" complementando aún más la producción del Dr. Luke. Jocelyn Vena de MTV News escribió que la canción presentaba elementos comunes de Kesha citando su actitud de carpe diem y ritmos rechinantes, pero señaló que la letra también retrataba un lado más oscuro de Kesha, refiriéndose a la línea: "Obtenemos lo que queremos / Hacemos lo que tú no lo hagas". Vena también escribió que la canción contenía un "coro de himnos de fiesta". Scott Shetler de AOL Radio sintió que la letra de Kesha era a la vez atrevida y descarada. En una reseña separada de AOL Radio, la canción fue clasificada en el puesto nueve en la lista de "10 mejores canciones de 2011" del sitio web. La revisión concluyó que las habilidades de composición de canciones más fuertes de Kesha pertenecían a los himnos de fiesta. La crítica comparó la canción con singles anteriores, "Tik Tok" y "We R Who We R".
Robert Copsey de Digital Spy le dio al sencillo cinco de las cinco estrellas posibles. Cospey sintió que la canción era representativa de Kesha, escribir la canción "resume todo [Kesha], a pesar de todo su exfoliación, autoajuste y travesuras borracheras". El coro de la canción fue elogiado en la crítica con Cospey escribiendo que la canción contenía un "coro enorme, robótico y tremendamente enorme". Cospey concluyó su crítica sobre la escritura de la canción que "Blow" era el "Jägermeister de los singles pop: dulce, potente y garantizado que te dejará boquiabierto por horas".  Los editores de AV Club Steven Hyden y Genevieve Koski fueron positivos de la canción, dándole un B y un B +, respectivamente, con Hyden felicitando su "producción de chicle de primera categoría" mientras que señalaron que era más "segura" que muchos otros de Kesha. golpes. Koski, por otro lado, dijo que, debido a la "producción grande, audaz y ruidosa" de la canción, le permitió pasar por alto la habitual "basura" de Kesha.

### Rendimiento de gráfico
"Blow" se lanzó originalmente exclusivamente a iTunes Store como parte de una promoción "Countdown to Cannibal ", y por lo tanto ingresó originalmente al Billboard Hot 100 en la fecha de emisión titulada 4 de diciembre de 2010, alcanzando la posición 97 y dejando el cuadro la semana siguiente. Después de ser lanzado como single, la canción volvió a entrar en la lista en la fecha de emisión titulada 12 de febrero de 2011, alcanzando un nuevo pico de 96. La semana siguiente, la canción saltó 30 posiciones hasta alcanzar la posición 66. La canción continuó ascendiendo constantemente en las listas y finalmente alcanzó un pico de siete en la semana del 19 de marzo de 2011. En la semana pico de la canción, vendió 164,000 copias digitales y fue incluida en la posición seis en Billboards Hot Digital Songs. Graficando entre los diez primeros, la canción se convirtió en el sexto sencillo consecutivo de Kesha como solista. En la lista Pop de Billboard, la canción alcanzó el pico número tres.  En junio de 2011, "Blow" superó las 2,000,000 copias digitales en los Estados Unidos. Con la canción superando los dos millones en ventas, se convirtió en su sexto sencillo consecutivo en vender más de dos millones de copias. A partir de diciembre de 2018, la canción ha sido certificada 4 × Platinum por la Recording Industry Association of America (RIAA) por vender 4.000.000 copias solo en Estados Unidos.
En Canadá, "Blow" ingresó al Canadian Hot 100 en la fecha de emisión el 5 de febrero de 2011, a las 100. La semana siguiente la canción saltó 31 posiciones para alcanzar la posición 69. En su tercera semana, "Blow" volvió a subir esta vez a la posición 54. La canción continuó ascendiendo constantemente en la tabla y finalmente alcanzó un pico de 12.  En Nueva Zelanda, "Blow" entró en las listas en la posición 20, donde se convirtió en el debut más alto de esa semana.  La semana siguiente subió nueve posiciones hasta alcanzar la posición 11. En la tercera semana de la canción en la lista, "Blow" alcanzó su punto máximo en el número ocho.  La canción se convirtió en su segundo top 10 consecutivo y en su cuarto lugar general.  Desde entonces, ha sido certificado oro por la Asociación de la Industria de Grabación de Nueva Zelanda (RIANZ) para ventas de 7,500 unidades. El 27 de febrero de 2011, "Blow" entró en la lista australiana en la posición 24.  En la fecha de emisión del 13 de marzo de 2011, la canción alcanzó la posición 13, donde ocupó el lugar durante dos semanas. La semana siguiente, la canción alcanzó su pico en la posición 10, convirtiéndose en su sexto sencillo consecutivo entre los diez primeros, pero el primero en perderse los cinco primeros.  Desde entonces, ha sido certificado platino por la Asociación Australiana de la Industria de la Grabación (ARIA) para ventas de 70,000 unidades. En el Reino Unido, "Blow" entró en las listas en la semana del 2 de abril de 2011, en la posición 80, luego alcanzó el número 32. 

## Video musical

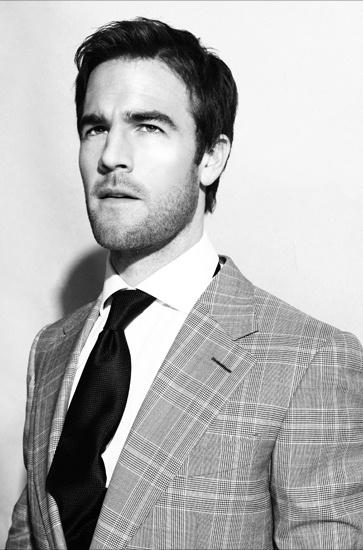
James Van Der Beek (en la foto) interpreta a la némesis de Kesha en el video musical.

El video musical de "Blow" fue dirigido por Chris Marrs Piliero. El video fue lanzado el 25 de febrero de 2011. Kesha quería que el video fuera "diferente, un video que fuera genial y aleatorio". Al director, Piliero, se le ocurrió la idea del aspecto mitológico del video y dijo: "Tenía esta idea en mi cabeza con la idea de los unicornios. Si masacrara a los unicornios, podrían sangrar arcoíris". Soy fanático de la violencia y siempre trato de encontrar una manera de hacerlo bien". Mientras era entrevistado, Piliero habló de la colaboración con Kesha, explicando su punto de vista en el video: "Antes de comenzar a filmar, tuvimos bastantes conversaciones. Ella insistió en que no puedes alejarte de la locura; todo sobre la idea que amaba e hizo cumplir el hecho de que quería abrazar cada aspecto y realmente ir por ella. En el set, se estaba divirtiendo. Ella dijo: 'Quiero lamer un unicornio'. Estaba trabajando con ella porque definitivamente no había una sensación de que se sintiera incómoda con las cosas o desprendida; sin ego Se sentía como si hubiéramos trabajado juntos antes". 
Abriendo con el descargo de responsabilidad "Ninguna criatura mitológica resultó dañada al hacer este video", Kesha aparece sentada junto a dos unicornios sirviendo champán mientras conversaba sobre cómo fue elegida para el parlamento de Uzbekistán, "así que agarré al oso por el garganta y lo miré directamente a los ojos, y le dije: 'Oso, tienes hasta la cuenta de cero para ponerte unos pantalones y disculparte con el presidente'". La música comienza y Kesha mira a James Van Der Beek. Después del contacto visual, Kesha agarra a uno de los unicornios y lo besa, luego le quita el sujetador y lo arroja a través de la habitación, Van Der Beek hace lo mismo con su sostén, desconcertando a Kesha sobre por qué llevaba un sujetador.  La música se desvanece en el fondo cuando los dos se dirigen al centro de la pista de baile e intercambian palabras ("Bueno, bueno, bueno. Si no es James Van Der Douche". , "No te agradezco calumnias-Beeking mi nombre, Ke signo de dólar ha.") Antes de participar en un tiroteo. Comienzan a dispararse con láser entre sí, matando a unicornios múltiples. Van Der Beek recibe un golpe en el hombro y cae. Kesha pisa su brazo para evitar que alcance su arma, mientras suplica clemencia, lo que Kesha niega. Al final del video, se revela que Kesha mató a Van Der Beek y que ella ha montado su cabeza en su pared con la placa que dice "James Van Der Dead", mientras se sienta con dos unicornios riendo. Luego frunce el ceño ante la cámara y cambia a Van Der Beek una vez más antes de que la pantalla se ponga negra. 
Willa Paskin de la revista New York Magazine abrió su reseña de la escritura del video: "Tal vez sea agotamiento, tal vez sea aquiescencia, tal vez sea solo tiempo, pero Kesha y todo su glamour están comenzando a encantarnos". Paskin sintió que Kesha tenía un gran "sentido del humor funcional" escribiendo que "disfrutó su nuevo video". Peter Gaston de Spin, refiriéndose a Kesha, escribió que podía "encontrar continuamente algo enormemente entretenido sobre esta tartaleta" y escribió que el video era "provocativo". Matthew Perpetua, de Rolling Stone , escribió: "Sabes que te espera un gran video cuando lo primero que ves es un descargo de responsabilidad que dice:" No se dañó ninguna criatura mitológica al hacer este video". Perpetua escribió que "Blow" lo tenía todo, desde unicornios hasta James Van der Beek y batallas con armas láser. Becky Bain de Idolator dijo que el video incluía "la mejor escena de diálogo a mitad de video en toda la historia del video musical".

## Promoción

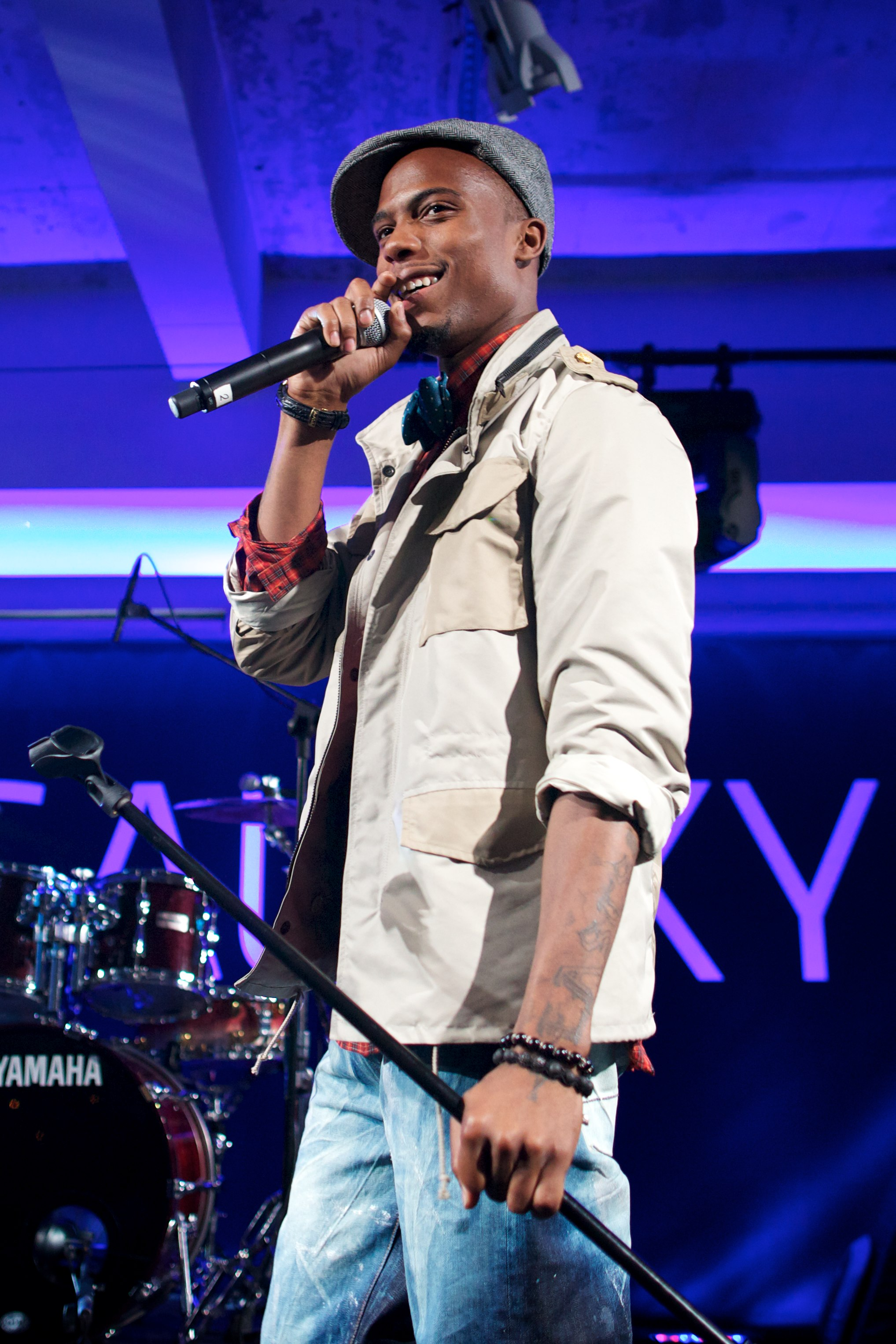
Rapero Bo B aparece en un remix oficial de la canción.

"Blow" fue presentado en televisión por primera vez el 22 de abril de 2011, para el episodio victorioso de Nickelodeon "Ice Cream for Ke$ha". La historia del episodio vio a las estrellas del programa compitiendo en un concurso para ganar un concierto privado de Kesha. Para ganar el concurso, el elenco tuvo que deletrear el nombre de Kesha a través de letras que se encuentran en el fondo de los recipientes de helado. El hermano menor de Kesha, Louie, también fue estrella invitada en el episodio. "Blow" se realizó en vivo el 22 de mayo de 2011, en los <i id="mwAQA">Billboard</i> Music Awards 2011. La actuación se abrió con "Animal" mientras Kesha cantaba suspendida sobre el escenario en una estructura con forma de diamante. A mitad de la actuación, se dejó caer hacia atrás en su multitud de bailarines de fondo y luego hizo la transición a "Blow". La actuación contó con cañones de brillo y los bailarines llevaban cabezas de unicornio naranja. También se usó en un anuncio para la próxima temporada de <i id="mwAQQ">The Real World: Las Vegas</i> en MTV. 
El rapero estadounidense Bo B aparece en un remix oficial de "Blow" que se lanzó a iTunes el 17 de mayo de 2011. Bo B abre la canción con un verso rapeado de un minuto sobre sí mismo y luego se agrega al tema de fiesta dominante de la canción, rapeando: "La noche comienza en el cajero automático / Probablemente no terminará hasta las 8 am". Siguiendo este verso, Kesha proclama "Estamos asumiendo el control", antes de que la pista se reanude como normalmente lo haría sin Bo Además de B. Scott Shetler de PopCrush criticó el remix por no ser técnicamente un remix, sino por ser solo la canción original con versos adicionales. Shetler escribió "el término 'remix' nos hace imaginar todas las formas en que la canción podría ser reorganizada de manera creativa. Y una canción divertida como 'Blow', con sus letras impetuosas y un ritmo vertiginoso, tiene infinitas posibilidades de remezclas. Pero esta versión no mejora sustancialmente el original ". Luego le dio a la canción tres estrellas y media de un posible cinco.

## Formatos y listados de pistas
- Descarga digital

1. "Blow"   - 3:40

- Remix [37]

1. "Blow" (Remix) (presentando. Bo si )   - 4:31

1. "Blow"   - 3:40
2. " The Sleazy Remix " (presentando. André 3000 )   - 3:48

- EP digital del Reino Unido [38]

1. "Blow"   - 3:40
2. " Jódelo, es un DJ "   - 3:40
3. "Blow" (Cirkut Remix)   - 4:05
4. "Animal" (Switch Remix)   - 4:46

## Créditos y personal
- Voces de fondo - Kesha
- Voces principales - Kesha
- Composición de canciones: Kesha Sebert, Klas Ahlund, Lukasz Gottwald, Alan Grigg, Benjamin Levin, Max Martin
- Producción - Dr. Luke, Max Martin, Benny Blanco, Kool Kojak
- Instrumentos y programación: Dr. Luke, Max Martin, Benny Blanco, Kool Kojak
- Ingeniería - Emily Wright, Sam Holland, Chris "TEK" O'Ryan

Créditos adaptados de las notas de Cannibal, Dynamite Cop Music / Where Da Kasz at BMI.

## Gráficos y certificaciones
| Lista (2011)                                | Mejor posición |
| ------------------------------------------- | -------------- |
| Australia (ARIA)                            | 10             |
| Austria (Ö3 Austria Top 40)                 | 22             |
| Bélgica (Flandes) (Ultratip Bubbling Under) | 4              |
| Bélgica (Valonia) (Ultratip Bubbling Under) | 6              |
| Canadá (Canadian Hot 100)                   | 12             |
| República Checa (Rádio Top 100)             | 36             |
| Alemania (Media Control AG)                 | 39             |
| Israel (Media Forest TV Airplay)            | 1              |
| Netherlands (Dutch Tipparade)               | 1              |
| Nueva Zelanda (Recorded Music NZ)           | 8              |
| Eslovaquia (Rádio Top 100)                  | 7              |
| Estados Unidos (Billboard Hot 100)          | 7              |
| Estados Unidos (Adult Top 40)               | 26             |
| Estados Unidos (Hot Dance Club Songs)       | 27             |
| Estados Unidos (Mainstream Top 40)          | 3              |
| Estados Unidos (Rhythmic)                   | 22             |

| Chart (2011)                     | Posición |
| -------------------------------- | -------- |
| Australia (ARIA)                 | 77       |
| Canada (Canadian Hot 100)        | 57       |
| US Billboard Hot 100             | 33       |
| US Mainstream Top 40 (Billboard) | 27       |

### Certificaciones
| País | Certificación | Ventas     |
| --- | ------------- | ---------- |
| Australia (ARIA) | 2× Platino    | 140 000^   |
| Nueva Zelanda | Oro           | 7500*      |
| Estados Unidos | 4× Platino    | 4 000 000^ |
| *las cifras de ventas sobre la base de la certificación por sí sola ^cifras de envíos sobre la base de la certificación por sí sola xcifras no especificadas sobre base de la certificación por sí sola |               |            |

## Release history
| Country        | Date              | Format               |
| -------------- | ----------------- | -------------------- |
| United States  | November 12, 2010 | Promotional download |
| United States  | February 8, 2011  | Mainstream airplay   |
| Switzerland    | February 25, 2011 | Digital download     |
| Germany        | April 22, 2011    | CD single            |
| United Kingdom | April 22, 2011    | Digital EP           |